# Sungai Liat
Sungai Liat (Sungailiat) – miasto w Indonezji w północno-wschodniej części wyspy Bangka w prowincji Wyspy Bangka i Belitung; 95 tys. mieszkańców (2022).
Ośrodek eksploatacji złóż cyny; port nad Morzem Południowochińskim; ośrodek turystyczny.